# باربارا استانویک
باربارا استانویک (به انگلیسی: Barbara Stanwyck) ‏(۱۶ ژوئیهٔ ۱۹۰۷ – ۲۰ ژانویهٔ ۱۹۹۰) هنرپیشهٔ آمریکایی بود که نخستین بار در فیلم شب‌های برادوی (۱۹۲۷) به ایفای نقش پرداخت. ۴ بار نامزد دریافت اسکار شد و سرانجام اسکار افتخاری را در سال ۱۹۸۲ دریافت کرد. او برای بازی در فیلم اتاق مدیرعامل (۱۹۵۴) برندهٔ جایزهٔ نقش اول زن جشنواره فیلم ونیز شد.

## زندگی و بازیگری
باربارا استانویک در یک خانواده تهی‌دست زاده شد. در سن ۲ سالگی مادرش را در یک حادثه از دست داد و پدرش هم‌خانه را ترک کرد. توسط خواهر بزرگش و خانواده‌هایی که از فرزندان بی‌سرپرست نگهداری می‌کنند بزرگ شد. از نوجوانی مجبور شد کار کند در کارخانه و بعد به عنوان تلفنچی. او شانس خود را در دنیای نمایش از سن ۱۵ سالگی به عنوان خواننده و رقاص در کاباره‌ها و موزیک هال آزمایش کردو بالاخره در گروه کر برادوی استخدام شد و همین زمان تصمیم گرفت تا نام خود را تغییر دهد.
او به فعالیتش در برادوی ادامه داد تا در هودسون تئاتر نقشی به او پیشنهاد شد که هم برایش موفقیت در پی داشت هم نظر منقدین را به خود جلب کرد. در سال ۱۹۲۷ با هنرپیشه آمریکایی فرانک ری ازدواج کرد که در سال ۱۹۳۷ به جدایی انجامید.
با پشتوانه همسرش نقشی در فیلم صامت شب‌های برادوی بدست آورد که موفقیتی برایش در پی نداشت.
ملاقات با فرانک کاپرا راه او را برای ورود به سینما هموار کرد. کاپرا علی‌رغم میل استودیو او را در فیلم زنان آسوده‌خاطر به همکاری دعوت کرد. و این فیلم درهای هالیوود را بر او گشود و موقعیت او را به عنوان ستاره در کنار بازیگرانی مثل گرتا گاربو، مارلین دیتریش و جوآن کراوفورد تثبیت کرد.
علاوه بر کاپرا با کارگردانان بزرگ دیگری همچون جان فورد، سیسیل ب دومیل، روبن مامولیان و کینگ ویدور همکاری کرد. برای بازی در نقش استلا دالاس زنی که فرزندش را به تنهایی بزرگ می‌کند برای اولین بار نامزد دریافت جایزه اسکار شد.

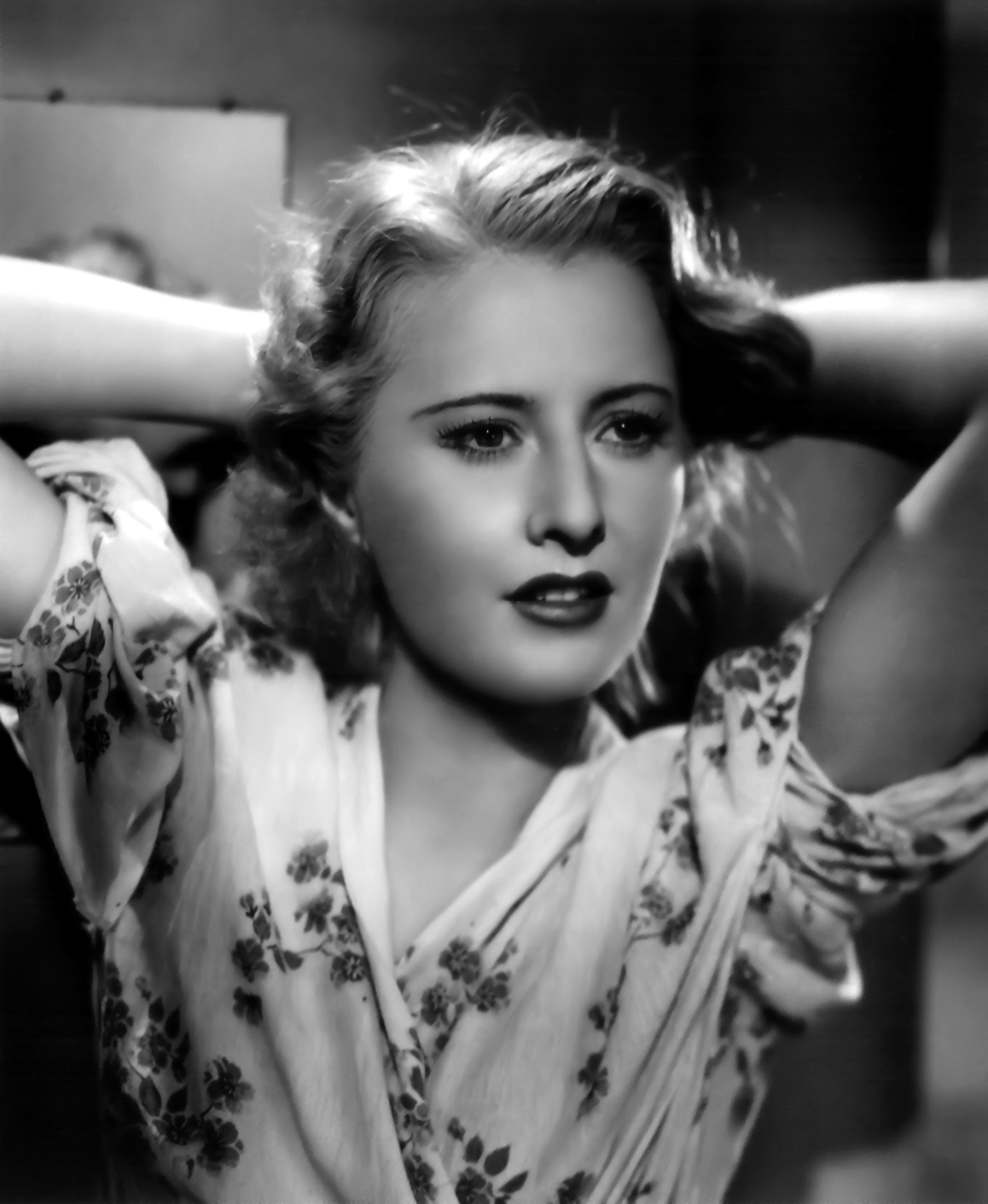

سر صحنه یکی از فیلم‌هایش با رابرت تیلور جذاب آشنا شد و در سال ۱۹۳۹ با هم ازدواج کردند که به خاطر خیانت‌های پی در پی تیلور این ازدواج هم به جدایی در سال ۱۹۵۱ انجامید.
در سال‌های ۱۹۴۰ یکی از معدود بازیگران مستقلی بود که با استودیوهای مختلف قراردادهای دراز مدت می‌بست و در سال ۱۹۴۴ بالاترین دستمزد را دریافت می‌کرد.
او تنها هنرپیشه زنی بود که در نقش زنان قوی و حتی نقشهایی که آن زمان مردانه بود مثل فیلم‌های وسترن بازی کرد. او بازی در چندین وسترن با کارگردانهایی همچون جورج استیونس، سسیل ب دومیل، آنتونی مان، روبن مامولیان و ساموئل فولر را در کارنامه بازیگری اش دارد.
اما بهترین بازی‌هایش را در فیلم نوآر به نمایش گذاشت. بازی‌اش در فیلم غرامت مضاعف بیلی وایلدر بیاد ماندنی است.
او برای آخرین بار در سال ۱۹۶۴ در فیلم کسی که وجود نداشت ویلیام کاسل در کنار رابرت تیلور همسر سابقش به نقش آفرینی پرداخت.
از سال‌های ۱۹۶۰ به بعد بیشتر در تلویزیون ظاهر شد و برنامه باربارا استانویک شو را اجرا می‌کرد که برایش اولین جایزه امی را در پی داشت. و ۲ بار دیگر یعنی در سال‌های ۱۹۶۶ و ۱۹۸۳ باز این جایزه نصیبش شد.

## درگذشت
استانویک در تاریخ ۲۰ ژانویه ۱۹۹۰ در سن ۸۲ سالگی بر اثر نارسایی احتقانی قلب و بیماری مزمن انسدادی ریه در مرکز بهداشت سنت جان در سانتا مونیکا در کالیفرنیا درگذشت .

## جوایز
- اسکار افتخاری ۱۹۸۲
- گلدن گلوب بهترین بازیگر نقش دوم زن برای سریال پرنده خارزار

## نامزدی جوایز
- نامزد اسکار بهترین بازیگر زن نقش اول برای فیلم استلا دالاس ۱۹۳۷
- نامزد اسکار بهترین بازیگر زن نقش اول برای فیلم توپ آتش ۱۹۴۱
- نامزد اسکار بهترین بازیگر زن نقش اول برای فیلم غرامت مصاعف ۱۹۴۴
- نامزد اسکار بهترین بازیگر زن نقش اول برای فیلم ببخشید شماره اشتباهی است ۱۹۴۵[۸]

## فیلم‌های برگزیده
- زنان آسوده‌خاطر (فرانک کاپرا، ۱۹۳۰)
- قیمت خرید (ویلیام ولمن، ۱۹۳۲)
- خیلی بزرگ (ویلیام ولمن، ۱۹۳۲)
- چای تلخ ژنرال ین (فرانک کاپرا، ۱۹۳۳)
- بچه‌رو (آلفرد گرین، ۱۹۳۳)
- آنی اوکلی (جورج استیونس، ۱۹۳۵)
- استلا دالاس (کینگ ویدور، ۱۹۳۶)
- مرد محبوب و موفق (روبن مامولیان، ۱۹۳۹)
- یونیون پاسیفیک (سیسیل ب دومیل، ۱۹۳۹)
- ملاقات جان دو (فرانک کاپرا، ۱۹۴۱)
- گلولهٔ آتش (هاوارد هاکس، ۱۹۴۱)
- غرامت مضاعف (بیلی وایلدر، ۱۹۴۴)
- ببخشید شماره اشتباه است (آناتول لیتواک، ۱۹۴۸)
- پروندهٔ تارا جردن (روبرت زیودماک، ۱۹۵۰)
- برخورد در شب (فریتس لانگ، ۱۹۵۲)
- خطر (جان استرجس، ۱۹۵۳)
- ملتزمین (رابرت وایز، ۱۹۵۴)
- مردان خشن (رودولف ماته، ۱۹۵۵)
- فردا روز دیگری است (داگلاس سیرک، ۱۹۵۶)
- چهل اسلحه (ساموئل فولر، ۱۹۵۷)